# Leo Santifaller
Leo Santifaller (24. července 1890, Kastelruth – 5. září 1974, Vídeň) byl rakouský historik jihotyrolského původu, generální ředitel Rakouského národního archivu. Santifaller byl ředitelem Státního archivu v Bolzanu (1921-1927), profesorem na univerzitě v Breslau (1929-1942/43) a na univerzitě ve Vídni (1942/43-1962), vedoucím Ústavu pro rakouský historický výzkum (1945-1962), generálním ředitelem Rakouského státního archivu (1945-1955), ředitelem Rakouského kulturního institutu v Římě (1956-1964), zakladatelem odborných časopisů, čestným doktorem čtyř univerzit a členem mnoha vědeckých organizací, například Rakouské akademie věd.
Byl jedním z nejvlivnějších historiků poválečného Rakouska.

## Život

### Původ a mládí
Sami Santifallerové jsou podle něj starý ladinský rod, který prý měl své venkovské sídlo v horách jižního Tyrolska ještě před Římany a Teutony. Je doložena v brixenských výpůjčních knihách již od 15. století. V 17. století se jedna z větví rodu přestěhovala do Kastelruthu, kde Santifallerové od roku 1813 žijí také ve starém šlechtickém sídle Lafayhof. Tento statek později vlastnil jak Santifallerův dědeček Georg (1814-1896), tak otec Michael (1845-1923).
Santifallerův otec vystudoval práva v Innsbrucku, kromě funkce statkáře byl v Castelrottu notářem na plný úvazek.

### Vzdělání
Ještě před absolvováním gymnázia byl Santifaller rozhodnut stát se vědcem, historikem nebo astronomem. Studoval na vídeňské univerzitě. Na vídeňské univerzitě studoval matematiku a fyziku, kde ho odrazovali odmítaví profesoři. V roce 1911 navštívil přednášku historika Oswalda Redlicha a poté se rozhodl, že se sám stane historikem.
Po několika semestrech ve Vídni odešel Santifaller od letního semestru 1914 za podpory státního stipendia do Freiburgu v Breisgau, kde ho Heinrich Finke podnítil k práci v oblasti teorie španělských dokumentů a paleografie.

## Kariéra

### Vedoucí Státního archivu Bolzano
Bezprostředně po skončení světové války, od roku 1918, byly archivní fondy v Innsbrucku a ve Vídni, které vznikly v Jižním Tyrolsku, předány podle provenienčního principu do Itálie. Na žádost Itálie navrhl Oswald Redlich Santifallera jako vedoucího nového státního archivu v Bolzanu. Santifaller nastoupil do práce v srpnu 1921 a řídící funkci zastával až do začátku roku 1927.
Při nástupu do funkce dostal k dispozici zámek Maretsch jako archivní budovu, 150 železničních vagonů s archiváliemi (s archivy jihotyrolských úřadů a kláštera v Brixenu) a bývalého seržanta rakouského četnictva jako asistenta. Archiv byl zřízen a zpřístupněn veřejnosti během jednoho roku. Santifaller si také pořídil příruční knihovnu pro vědeckou práci a začal vydávat knihy: zejména svou knihu o brixenské katedrální kapitule a edice pramenů, jako je Wintheriho kalendář.

### Spolupráce s Monumenta Germaniae Historica a habilitace v Berlíně.
Zatímco Santifaller plánoval svou habilitaci v Mnichově, rozhodujícím způsobem mu do života zasáhl Paul Fridolin Kehr, který mu nabídl první místo asistenta v berlínské Monumenta Germaniae Historica (MGH). Prováděl výzkum ve vatikánských archivech a knihovně a získal spolu s manželkou čtvrthodinovou zvláštní audienci u Pia XI.

### Profesura ve Vratislavi
V listopadu 1929 byl Santifaller po Franzi Kampersovi jmenován řádným profesorem historie a novověku na univerzitě ve Vratislavi. Během téměř čtrnáctiletého působení ve Vratislavi Santifaller publikoval spisy o dějinách Slezska, studie o dějinách třídy, o otázkách paleografie, systému písma a nauky o dokumentech, bádal o papežské kanceláři a pracoval na edicích Slezské knihy dokumentů a Brixenských dokumentů. Byl členem historické komise pro Slezsko.

### Profesor ve Vídni
Poté, co byl třikrát na seznamech návrhů na jiné katedry (1935 v Mnichově, 1937 ve Štýrském Hradci a 1940 ve Vídni), byl Santifaller v listopadu 1942 jmenován do Vídně a v dubnu následujícího roku se ujal profesury pro dějiny středověku a pomocné vědy historické. Okamžitě zahájil výuku a výzkum a v listopadu 1943 se Santifallerovi přestěhovali do bytu v 1. vídeňském obvodu (Singerstraße 27/2), který se spolu s většinou Santifallerových vědeckých sbírek stal terčem pozdějších náletů na Vídeň. Santifaller odmítl opustit město, které bylo bombardováno od září 1944, zůstal se svou nemocnou ženou ve Vídni a pokračoval v pedagogické činnosti až do poloviny března 1945.
Již v dubnu 1945 začal Santifaller znovu se svou vědeckou prací, mimo jiné bylo obnoveno oddělení vídeňských diplomů MGH, které nyní vydává diplomy Konráda III.

### Odchod do důchodu
V roce 1962 odešel Santifaller do důchodu a od té doby se soustředil na různé řídící funkce v několika komisích Rakouské akademie věd. Kromě toho se věnoval dějinám historického bádání, které odlišoval jako exaktní vědu od historiografie jako literárního umění.

## Úmrtí
Santifaller zemřel v září 1974 ve Vídni a byl pohřben v rodinné hrobce Castelrotto.

## Dílo
Santifallerovy hlavní badatelské zájmy se týkaly dějin jižního Tyrolska, diplomatiky , Liber Diurnus a ottonsko-salského církevního systému. Jako diplomatik se Santifaller zabýval ve 20. letech 20. století dokumenty katedrální kapituly v Bressanone , ve 30. letech 20. století vedením Slezské knihy listin a ve svém posledním tvůrčím období „Censimentem“, adresářem všech papežských listin Inocence III, které byly původně předány v Rakousku až Martinu V.

### Ocenění
- Čestné doktoráty ve Freiburgu (1960), Štýrském Hradci (1963), Innsbrucku (1965) a Salcburku (1970).
- 1961: Rakouské čestné vyznamenání za vědu a umění
- 1970: Cena Wilhelma Hartla
- 1977: Santifallerstraße ve Vídeňském Donaustadtu (22. obvod)
- Čestný občan obce Castelrotto
- Čestné vyznamenání za zásluhy o Rakouskou republiku
- Řád svatého Řehoře Velikého
- Řád za zásluhy Spolkové republiky Německo

### Přehledové články a referenční práce
- Fritz Fellner, Doris A. Corradini: Austrian history in the 20th century. A biographical-bibliographical lexicon . Böhlau, Vienna 2006, ISBN 3-205-77476-0 , pp. 353 f. (= Publications of the Commission for Modern History of Austria , 99).
- Winfried Stelzer :  Santifaller, Leo. In: New German Biography (NDB). Volume 22, Duncker & Humblot, Berlin 2005, ISBN 3-428-11203-2, p. 431f.
- Wolfgang Stump: Leo Santifaller. In: Rüdiger vom Bruch , Rainer A. Müller (Ed.): Historikerlexikon. Beck, Munich 1991, p. 271.
- Michael Fahlbusch , Ingo Haar , Alexander Pinwinkler (eds.): Handbook of völkisch sciences. Actors, networks, research programs. Walter de Gruyter, Berlin 2017, ISBN 978-3-110429893, pp. 682-687.

### Nekrolog
- Heinrich Appelt : Leo Santifaller. In: Communications of the Austrian Institute for Historical Research 82, 1974, pp. 556-560.
- Heinrich Appelt: Nekrolog Leo Santifaller. In: German Archive for Research into the Middle Ages 30, 1974, pp. 640–642.
- Heinrich Schmidinger : In memoriam Leo Santifaller. In: Roman historical communications. 16, 1974, pp. 17-21.
- Harald Zimmermann : Leo Santifaller. In: Almanach of the Austrian Academy of Sciences 125, 1975, pp. 478–502.
- Richard Blaas : Leo Santifaller . In: Der Archivar 28, 1975, Sp. 225-228.